# 白雲寺 (汐止區)
白雲寺，位在新北市汐止區，舊名性善堂，原為主祀觀音菩薩的齋堂。

## 歷史
日治時代大正10年（1921年），由在地蔡氏家族創建，原為齋堂，主祀觀音菩薩，同祀仙公、關帝、彌陀、地藏，後來改為佛寺，主祀釋迦牟尼佛、伽藍觀音、地藏王菩薩、千手觀音等。廟宇為閩南三合院建築，右為雙護龍，左為單護龍。1987年，曾重修翻新屋頂。

## 脚注
1. ↑  《南瀛佛教》第十五卷第七號，南瀛佛教會，昭和12年
2. ↑  白雲古道